# Albrecht III. (Mecklenburg)

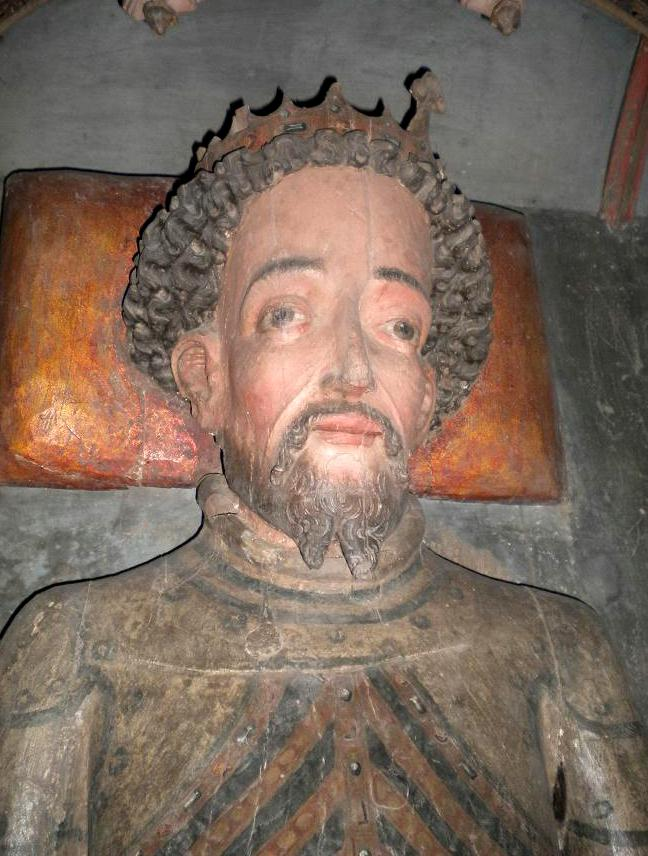
Grab Albrechts III. im Doberaner Münster

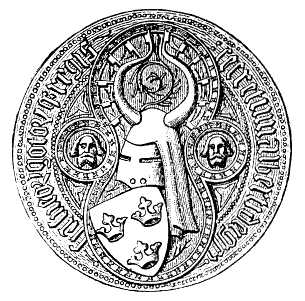
Das königliche Siegel Albrechts III.

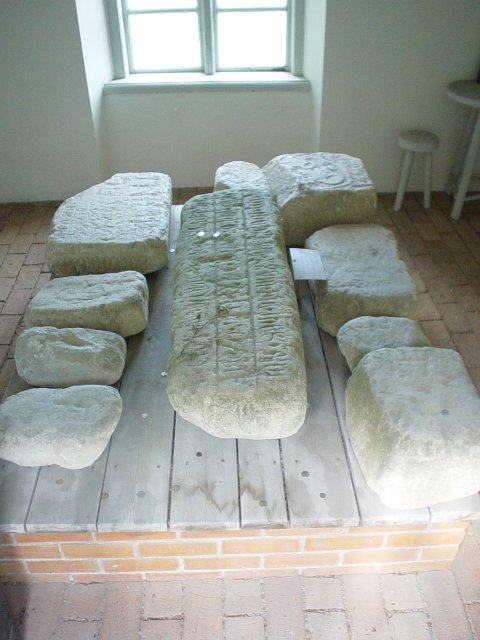
Steine von Mora an der Wahlstätte

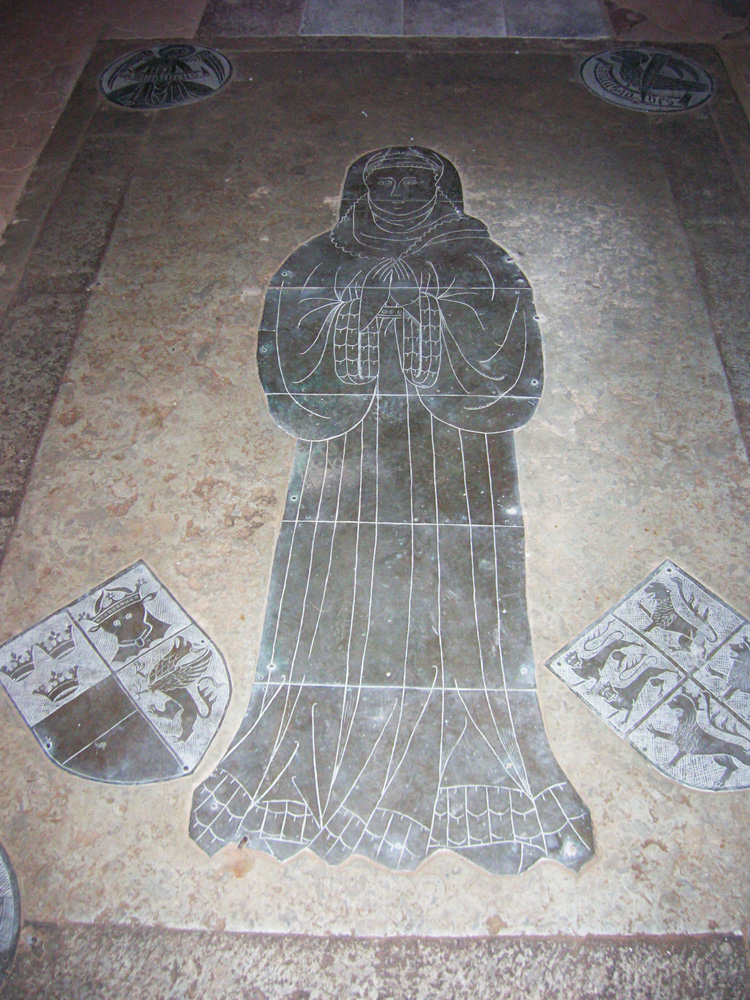
Grabplatte seiner zweiten Gattin Agnes in Gadebusch

Albrecht III., Herzog zu Mecklenburg, in der Literatur häufig ungenau als Albrecht von Mecklenburg (* um 1338; † 1. März 1412) war von 1364 bis 1389 König von Schweden und von 1384 bis zu seinem Tod (regierender) Herzog zu Mecklenburg.

## Leben
Albrecht war der zweite Sohn von Herzog Albrecht II. zu Mecklenburg und dessen Frau Eufemia, der Schwester des schwedischen Königs Magnus II. Eriksson. Albrecht stand nach dem amtierenden König Magnus II. und dessen Sohn Håkon an dritter Stelle der Thronfolge.
Im Jahr 1363 kam der schwedische Reichsrat unter Leitung von Bo Jonsson Grip an den Hof von Mecklenburg. Dieser hatte sich gegen König Magnus erhoben und wollte ihn als Machthaber absetzen. Für die Aufgabe ihrer Treue und Untergebenheit wurden sie des Landes verwiesen. Ermuntert durch den Reichsrat fiel Albrecht mit Unterstützung seines Vaters, der mecklenburgischen Hansestädte und einiger norddeutscher Fürsten im selben Jahr in Schweden ein. Mit Stockholm und Kalmar ergaben sich langjährige deutsche Handelsstützpunkte kampflos. Noch im Februar 1364 erhielt Albrecht in Stockholm den Königstitel, während er in Värmland, Dalarna und einigen Teilen Västergötlands nicht anerkannt wurde. Die Huldigung erfolgte am Stein von Mora.
Es schloss sich ein achtjähriger Bürgerkrieg an. In der Nähe von Enköping wurden Magnus und Håkon 1365 in der Schlacht bei Gata durch deutsche Kämpfer besiegt und Magnus gefangen genommen, woraufhin Håkon vom dänischen König Waldemar IV. Atterdag Unterstützung erhielt. Magnus kam erst 1371 wieder frei. Albrecht verlor dagegen schnell Ansehen im schwedischen Volk, vor allem weil er große Teile des schwedischen Landes an Gefolgsleute aus norddeutschen Adelsgeschlechtern wie z. B. Barnekow, Moltke, Vieregge und Vietzen verpfändete, die mit ihm nach Schweden gekommen waren und auf welche sich das Königtum Albrechts III. maßgeblich stützte. Mit bäuerlicher Unterstützung stand Håkon bald mit seinem Heer in Norrmalm bei Stockholm (heute Stockholmer Stadtgebiet), woraufhin der Reichsrat 1371 im Wege trilateraler Verhandlungen durchsetzte, dass Albrecht zwar seine Krone behalten durfte, die faktische Macht aber in seine, des Rates, Hände und damit in die seines mächtigsten Mannes, Bo Jonsson Grip, überging, wodurch der Bürgerkrieg zunächst beendet werden konnte und Magnus Eriksson die Freiheit zurückerhielt.
Als Bo Jonsson 1386 starb, machte Albrecht einen neuen Versuch, die Königsmacht wiederherzustellen. Er gedachte, die Vormundschaft für Bo Jonssons Witwe und Kinder zu übernehmen und wollte einige adlige Güter einziehen. Daraufhin wandten sich Bo Jonssons Testamentsvollstrecker an die dänische Königin Margarethe I. um Hilfe. Diese intervenierte sogleich in Südschweden und besiegte Albrecht 1389 in der Schlacht bei Åsle in der Nähe von Falköping. Dabei wurde Albrecht gemeinsam mit seinem Sohn Erich gefangen genommen. Die beiden wurden sechs Jahre in der Reichsfestung Lindholmen in Schonen gefangen gehalten. Die Freigabe 1395 erfolgte nach dreijährigen Verhandlungen unter Beteiligung der Lübecker Bürgermeister Hinrich Westhof und Johann Niebur unter der Bedingung, dass Albrecht den schwedischen Thron an Margarethe übergebe, falls er nicht innerhalb von drei Jahren eine festgelegte Geldsumme bezahlen könne. So nahm Margarethe 1398 das bis dahin von der Hanse besetzte Stockholm mit dem Einverständnis Lübecks in Besitz.
Nach seiner Niederlage kehrte Albrecht III. nach Mecklenburg zurück und übernahm das Herzogtum Mecklenburg-Schwerin. Während seiner Gefangenschaft war dort eine Vormundschaftsregierung für seinen unmündigen Neffen Johann IV. unter Führung Johanns I. und später Johanns II. von Mecklenburg-Stargard eingerichtet worden. Mit Johann IV. regierte Albrecht III. fortan zusammen das Herzogtum Mecklenburg-Schwerin, wobei er in erster Linie mit den Folgen seines gescheiterten schwedischen Königtums konfrontiert war. So wurde die noch im Besitz Mecklenburgs befindliche Insel Gotland faktisch von den Vitalienbrüdern regiert, bis der Deutsche Orden sich gezwungen sah, wegen der Schädigung des Handels durch die Seeräuber diese Insel einzunehmen. Im Rahmen des endgültigen Friedensschlusses mit Dänemark gab Albrecht III. Gotland an Königin Margarete. Nachdem die mecklenburgischen Herzöge ferner nicht mehr die Mitglieder des mecklenburgischen Niederadels für den Krieg um die skandinavischen Königskronen in Sold nahmen, auch zu diesem Zweck keine niederadligen Kriegsunternehmer mehr beschäftigten, sahen sich weite Teile der mecklenburgischen Ritterschaft nach anderen Erwerbsquellen um und verfielen häufig auf Fehde und Straßenraub. Zwar suchte Albrecht III. gegen diese auch weiterhin den Landfrieden zu wahren, strafte auch etliche mindermächtige Niederadlige, konnte jedoch Straßenräuber aus führenden mecklenburgischen Adelsgeschlechtern nicht besiegen, die aufgrund ihrer Eigenschaft als frühere niederadlige Kriegsunternehmer zudem zahlreiche Vogteien des Landes als Pfand besaßen. Zur Einlösung sämtlicher Vogteien fehlten Albrecht III. unter dem Eindruck der spätmittelalterlichen Agrarkrise die finanziellen Mittel, sodass er hier nur Anfangserfolge verzeichnete. Über die verpfändeten mecklenburgischen Landesteile erstreckte sich seine Regierung kaum mehr, weil die Pfandbesitzer aus den führenden mecklenburgischen Adelsgeschlechtern infolge der Einstellung des Kriegsunternehmerwesens und des erfolgten Politikwechsels hin zur Einlösung von Pfandvogteien folgerichtig auf Abstand zum mecklenburgischen Herzogshaus gingen. Aufgrund der schlechten Finanzen vermochte Albrecht III. auch nicht, die führenden mecklenburgischen Adelsgeschlechter über seine Hofhaltung weiter an sich binden. Stattdessen war er gezwungen, sich auf nachrangige mecklenburgische Adelsgeschlechter zu besinnen und ihrer Hilfe das Herzogtum einigermaßen zu stabilisieren.
Albrecht starb 1412 und wurde im Doberaner Münster begraben.

## Familie

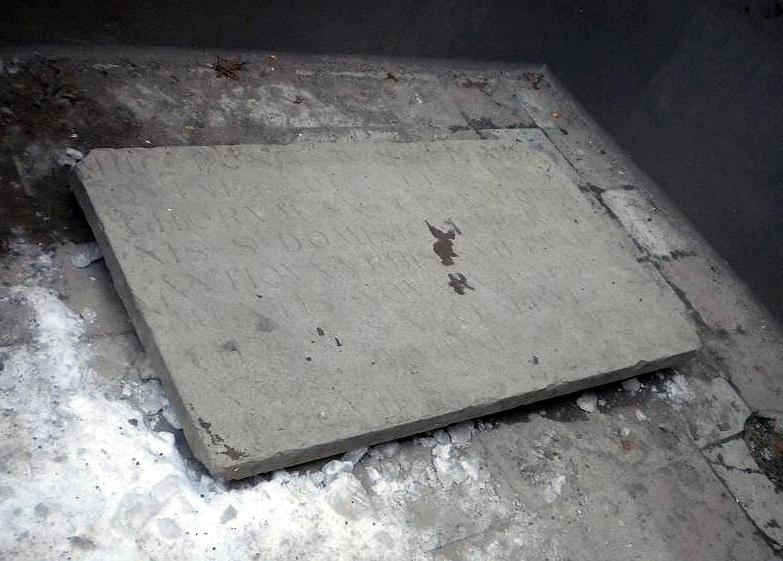
Grab von Richardis von Schwerin in Stockholm

Albrecht III. war zweimal verheiratet.
In erster Ehe heiratete er Richardis von Schwerin († 1377 in Stockholm, bestattet im Kloster der Schwarzen Brüder in Stockholm), eine Tochter des Grafen Otto I. von Schwerin. Mit ihr hatte er mindestens drei Kinder:
- Erich (* nach 1359; † 26. Juli 1397), 1395–1397 Regent zu Gotland.
- Richardis († nach 1400), verheiratet mit Johann, Herzog von Görlitz.
- (eine weitere Tochter), durch Urkunden belegt als: herczogen Albrecht von Mekelimburg sone tochter eyne, weliche denne die iungiste ist.

In zweiter Ehe heiratete er 1396 zu Schwerin Agnes († 1410), die eine Tochter des Herzogs Magnus von Braunschweig war. Agnes wurde in der Albrechtskapelle der Stadtkirche St. Jakob und St. Dionysius von Gadebusch begraben, wo ihre Grabplatte (heute im Chor der Kirche) erhalten ist. Mit ihr hatte er einen Sohn:
- Albrecht V.